# 小行星24278
小行星24278（24278 Davidgreen）是一颗绕太阳运转的小行星，为主小行星带小行星。该小行星于1999年12月发现。

## 轨道参数
小行星24278的轨道半长轴为379 114 689 km，2.5341891 UA，离心率为0.191。